# The Loft (groupe)
The Loft est un groupe de rock indépendant britannique. Il est principalement actif entre 1980 et 1985. Après sa séparation, le groupe joue occasionnellement, comme en 2006.

## Biographie
The Loft, d'abord nommé The Living Room, se fait connaître en étant l'un des premiers groupes du label d'Alan McGee, Creation Records. Le groupe est composé de Peter Astor, Dave Morgan, Bill Prince et Andy Strickland. Après leur signature chez Creation Records, leur premier single, Why Does the Rain?, est publié en 1984. Par son style musical, The Loft annonce déjà la vague pop et noisy-pop de 1986 popularisée par la compilation C86, publiée par le New Musical Express. 
Up the Hill and Down the Slope est édité l'année suivante, en 1985, et remporte un franc succès. Une tournée nationale en ouverture pour The Colourfield s'effectue, mais des tensions entre le groupe mènent à une séparation après un tout dernier concert au Hammersmith Palais. Plus précisément, le groupe s'arrête à cause de dissensions entre Astor et Morgan, d'un côté et Prince et Strickland, de l'autre. Après leur départ, Pete Astor et Dave Morgan fondent The Weather Prophets.  
En 2006, le groupe se réunit, joue quelques concerts, et publie un single (Model Village) chez Static Caravan Recordings. Le groupe continue de jouer occasionnellement. En 2015, pour célébrer le succès de Up the Hill and Down the Slope après 30 ans, le groupe joue à New York en mai (en tête d'affiche du NY Popfest de Brooklyn) et à Londres en juin avant leur troisième session à la BBC Radio (BBC 6 Music).

## Discographie

### Albums studio
- 2025 - Everything Changes, Everything Stays the Same (Tapete Records)

### Singles
- 1984 - Why Does the Rain? / Like (Creation Records)
- 1985 - Up the Hill and Down the Slope / 	Lonely Street (Creation Records)
- 2006 - Model Village / Rickety Frame (Static Caravan Recordings)

### Compilations
- 1989 - Once Around the Fair: The Loft 1982-1985 (Creation Records)
- 2005 - Magpie Eyes 1982-1985 (Rev-Ola Records / Cherry Red Records)